# Once (原田ひとみの曲)
「Once」（ワンス）は、原田ひとみの楽曲。岩里祐穂が作詞、清水武仁が作曲を手掛けた。原田1枚目のシングルとして2011年7月27日にフロンティアワークスから発売された。

## 概要
表題曲は、テレビアニメ『いつか天魔の黒ウサギ』のオープニングテーマとして使用された。本作の発売を記念し、アニメイトにて7月30日から31日まで1日店長やお渡し会を含んだ発売記念記念イベントが開催され、また、7月1日から31日まで秋葉原UDXビジョンに、時刻毎に変わるメッセージ付きの時報が放映された。

### 制作時のエピソード
キャラクターソングなどを中心に歌手活動していたため、本作が原田ひとみ名義でのデビューシングルとなった。デビューの話を知らされた時は、あまり実感がわかなかったが、今までのあくまで作品を伝えるために裏方として支えるキャラクターソングではなく、今回は自分のシングルとして制作段階から関わり続けることで、大きな心境の変化があったと原田は語っている。また、現場での変更に柔軟に対応できるよう過度な練習は控えるよう忠告されていたため、ほぼぶっつけ本番で収録に臨んだという。なお、ジャケット及びテレビCM撮影時の状況は『声優グランプリ』2011年8月号（主婦の友社）に掲載された。また同誌内では「柔軟な気持ちから生まれた芯の通ったサウンドインパクト」と評されている。

## 収録曲
（全作詞：岩里祐穂、編曲：小森茂生）
1. Once [4:38]
作曲：清水武仁
テレビアニメ『いつか天魔の黒ウサギ』オープニングテーマ
同アニメ主人公の目線で、男子の気持ちが表現された楽曲[4]。原田曰く、男性的なイメージを余韻として残すために、語尾を切ってテンポが良くなるように意識し、青や空といった風景を想像して歌い上げたと語っている[4]。
2. 求愛リアル [4:26]
テレビアニメ『いつか天魔の黒ウサギ』イメージソング
作曲：吉木絵里子
主題曲とは対照的に、女性らしさをイメージした曲[4]。原田はこの楽曲に対し、夜のイメージを表現した[4]。
3. Once（w/o hitomi）
4. 求愛リアル（w/o hitomi）

## 参加ミュージシャン
Once
- Guitar：Tom-H@ck
- All other instruments & Programing：小森茂生

求愛リアル
- Guitar：内田敏夫
- All other instruments & Programing：小森茂生